# 想い出にできなくて
「想い出にできなくて」（おもいでにできなくて）は、岡本真夜8作目のシングル。
1998年4月16日発売。発売元は徳間ジャパンコミュニケーションズ。

## 概要
カップリング曲は、石井聖子提供曲のセルフカバー。

## 収録曲
1. 想い出にできなくて(4:47)
  - 作詞・作曲：岡本真夜、編曲：田辺恵二
2. 会いたくて Acoustic Version(4:52)
  - 作詞・作曲：岡本真夜、編曲：西川進
3. 想い出にできなくて (ORIGINAL KARAOKE)(4:47)
4. 会いたくて Acoustic Version (ORIGINAL KARAOKE)(4:52)

## 収録アルバム
想い出にできなくて
オリジナル・アルバム『Hello』（1998年4月29日）
ベスト・アルバム『RISE 1』（2000年5月31日）
ベスト・アルバム『もう一度あの頃の空を』（2003年10月22日）
オムニバス・アルバム『恋につまずいたら。』（2005年10月26日）
オムニバス・アルバム『ピアノデイズ ～君と聴いたラブソング～』（2007年10月24日）
ミニ・アルバム『Crystal Scenery II』（2009年5月27日）
※Crystal Scenery II version
会いたくて
オリジナル・アルバム『魔法のリングにkissをして』（1999年8月4日）
ベスト・アルバム『もう一度あの頃の空を』（2003年10月22日）
※本シングルで収録されているバージョンはアルバム未収録。

## タイアップ
- 想い出にできなくて：TBSテレビ「噂の!東京マガジン」エンディングテーマ